# Economia de l'hidrogen
L'Economia de l'hidrogen és una proposta de sistema de producció d'energia utilitzant hidrogen. El terme hydrogen economy va ser encunyat per John Bockris durant una conferència que ell va donar l'any 1970 al General Motors (GM) Technical Center. Aquest concepte havia estat proposat anteriorment pel genetista J.B.S. Haldane.
Els que proposen una economia de l'hidrogen defensen que l'hidrogen és un combustible potencial per l'automoció (incloent automòbils i vaixells), per a generar i emmagatzemar energia. L'hidrogen molecular que es necessita no es presenta de manera natural però es pot generar per diversos mètodes que inclouen la reforma de vapor d'hidrocarburs i l'electròlisi de l'aigua.
El pic d'atenció sobre aquest concepte que es va donar durant la dècada del 2000 ha estat considerat una estratègia de promoció de màrqueting. L'aplicació efectiva de l'hidrogen encara presenta molts problemes els quals són fonamentalment la baixa eficiència de la conversió i la competència amb altres fonts d'energia.

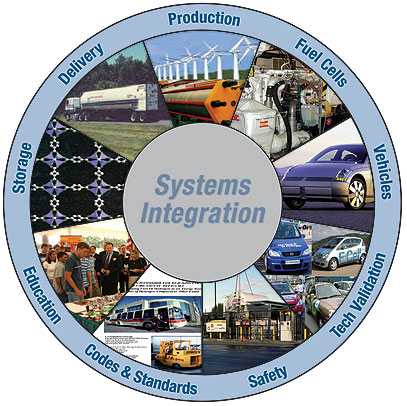
Elements de l'economia de l'hidrogen.

En l'actual economia dels hidrocarburs, el transport es fa principalment amb combustibles derivats del petroli. La crema dels combustibles d'hidrocarburs emet diòxid de carboni i altres contaminants. El subministrament de fonts econòmicament utilitzables d'hidrocarburs al món està limitada.
Els que proposen una economia de l'hidrogen a escala mundial sostenen que l'hidrogen pot ser mediambientalment més net i que en particular emet menys diòxid de carboni cap a l'atmosfera. També que és possible, mitjançant la generació d'hidrogen combustible, una significativa captura de diòxid de carboni.
L'hidrogen té una alta densitat d'energia per pes però té una baixa densitat d'energia per volum quan no està altament comprimit o liquat. Un cicle Otto en un motor de combustió interna que funcioni amb hidrogen té una eficiència màxima del voltant de 38%, un 8% més alta que un motor del mateix tipus que funcioni amb gasolina.
La combinació d'una cel·la de combustible i un motor elèctric (vehicle híbrid) és de 2 a 3 vegades més eficient que un motor de combustió interna. Tanmateix les cel·les de combustibles són molt cares (uns $5,500/kW l'any 2002,)
Altres obstacles tècnics inclouen els problemes de l'emmagatzemament d'hidrogen i que cal hidrogen molt purificat (en un 99.999%).

## Mercat actual de l'hidrogen

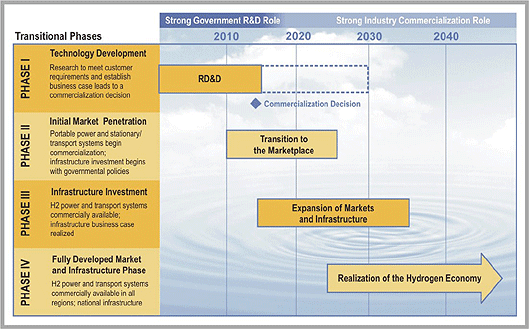
Calendari

La producció d'hidrogen és una gran indústria i està en creixement. Mundialment,l'any 2004, se'n produeixen unes 57 milions de tones, equivalents a unes 170 milions de tones de petroli.. La taxa de creixement és del 10% anual. L'any 2005, el valor econòmic de l'hidrogen produït mundialment era d'uns 135 milers de milions de dolars.
Actualment la meitat de l'ús mundial de l'hidrogen s'utilitza per a produir nitrogen (NH₃), com a fertilitzant mitjançant el procés Haber . <l'altra meitat de l'hidrogen es fa servir per a l'hidrocràquing.
Actualment la producció mundial d'hidrogen prové en un 48% del gas natural, en un 30% del petroli cru, i en un18% del carból; l'elecròlisi de l'aigua en representa només un only 4%. Dels quatre mètodes per obtenir hidrogen la combustió parcial de gas natural dins un cicle combinat (NGCC) resulta el més eficient.

## Costos
L'any 2004, el cost de la producció per unitat de combustible d'hidrogen va ser de 3 a 6 vegades més car que el seu equivalent en gas natural. Quan s'avalua el cost dels combustibles fòssils no es té en compte que l'energia ´continguda en aquests no ´és producte de l'esforç humà.
Els avenços demostrats en la tecnologia de les cel·les per l'electròlisi per part d'ITM Power es creu que tindran com a efecte l'abaixament del cost de producció d'hidrogen per a incrementar el seu ús en els automòbils. .
Els gasoductes per a hidrogen resulten més cars

Cadascun dels diferents mètodes de producció d'hidrogen tenen associats diferents costos d'inversió i costos marginals.
Es preveu que Islàndia serà la primera economia d'hidrogen al món cap a l'any 2050. Islàndia té grans recursos geotèrmics amb els quals produeix electricitat i converteix el seu excés d'electricitat i l'any 2002 ja produïa 2,000 tones de gas hidrogen per electròlisi.